# Direction générale de la Création artistique
Pour les articles homonymes, voir DAP.
La direction générale de la Création artistique (DGCA) est une direction générale du ministère français de la Culture. Elle est issue de la fusion de la direction de la Musique, de la Danse, du Théâtre et des Spectacles (DMDTS) et de la délégation aux Arts plastiques (DAP) en 2010.

## Histoire
La direction générale de la Création artistique a été créée dans le cadre de la réforme de l'administration centrale du ministère de la Culture en 2009, par fusion de :
- la direction de la Musique, de la Danse, du Théâtre et des Spectacles, elle-même issue de la fusion en 1998 entre la direction de la Musique et de la Danse et la direction du Théâtre et des Spectacles[1] ;
- la délégation aux Arts plastiques, créée en 1982[2] par Jack Lang, en remplacement d'un service créé en 1979[3], la délégation à la Création, aux Métiers artistiques et aux Manufactures (DCMM)[4].

Elle a été créée officiellement le 13 janvier 2010. Régie d'abord par l'arrêté du 17 novembre 2009, elle est soumise à l'arrêté du 12 juin 2015.

## Organisation
La direction générale comprend :
- le service des arts plastiques
- la délégation à la danse
- la délégation à la musique
- la délégation au théâtre
- la sous-direction de l'emploi, de l'enseignement supérieur et de la recherche
- la sous-direction de la diffusion artistique et des publics
- la sous-direction des affaires financières et générales
- l'inspection de la création artistique
- la mission de la communication.

Le directeur général est assisté de deux adjoints, dont l'un peut être chargé du spectacle vivant ou des arts plastiques.
La DGCA gère les organismes suivants :

### Enseignement et formation
- les conservatoires à rayonnement régional, départemental, communal et intercommunal
- les établissements publics d'enseignement supérieur
- les établissements d'enseignement technique et métier du spectacle vivant
- les centres de formation des enseignants de la danse et de la musique et centres d'études supérieures de musique et de danse

### Création et diffusion
- opéras
- orchestres
- centres nationaux de création musicale
- centres dramatiques nationaux et régionaux
- scènes nationales
- scènes conventionnées
- scènes de musiques actuelles - SMAC

### Ressources
- Observatoire de la musique
- Cité de la musique
- Centre de documentation de la musique contemporaine - CDMC
- Centre national de la chanson, des variétés et du jazz - CNV
- Le Hall de la Chanson - Centre national du patrimoine de la chanson
- Centre d’information et de ressources pour les musiques actuelles - IRMA
- Centre d'information des musiques et danses traditionnelles - CIMT
- Maison du Hip Hop
- En Scènes

## Missions
La direction générale de la Création artistique a pour mission de favoriser la création artistique sous différentes formes, principalement le spectacle vivant et les arts plastiques.
Du côté du spectacle vivant, cette direction traite les questions liées au théâtre, aux arts du cirque et de la rue, à la musique, à la danse et à l'opéra.
Pour les arts plastiques, elle s'occupe de la formation des artistes et de la promotion de l'art contemporain sous ses différentes formes d'expression (peinture, sculpture, photographie notamment).
Dans un cas comme dans l'autre, la direction générale anime tout ce qui concerne la formation des artistes en assurant un contrôle pédagogique sur les établissements d'enseignement. Elle exerce la tutelle des établissements nationaux.
Elle suit l'activité des établissements les plus prestigieux, comme l'Opéra de Paris, la Comédie-Française ou le Théâtre national de Strasbourg.
Elle est chargée du suivi des questions touchant au statut d'intermittent du spectacle.
Elle assure la tutelle du Fonds national et des fonds régionaux d'art contemporain.
Son activité est relayée, dans les régions, par les conseillers sectoriels qui exercent en DRAC.
La DAP et la DMDTS avaient pour mission de favoriser « la création contemporaine dans toutes les formes de l'expression plastique », et d'en assurer la démocratisation. À ce titre, elle devait contribuer à valoriser et enrichir les collections publiques d'art contemporain et participer à l'organisation de la formation dans ce secteur. C'est elle qui exerçait le contrôle scientifique et pédagogique de l'État sur les établissements d'enseignement public des arts plastiques des collectivités territoriales.

## Directeurs

### Délégation aux Arts plastiques
- 1982 : Claude Mollard[8]
- 1986 : Dominique Bozo[9]
- 1990 : François Barré[10]
- 1993 : Alfred Pacquement[11]
- 1996 : Jean-François de Canchy[12]
- 1998 : Guy Amsellem[13]
- 2003 : Martin Béthenod[14]
- 2004 : Olivier Kaeppelin[15]
- 2010 : Rattachement à la Direction générale de la Création artistique

### Direction de la Musique et de la Danse
Sans la danse, cette direction a été occupée, auparavant, par Marcel Landowski, Jean Maheu et Jacques Charpentier. 
- 1981 : Maurice Fleuret
- 1986 : Marc Bleuse
- 1988 : Michel Schneider (démissionnaire)
- 1991 : Thierry Le Roy
- 1993 : Stéphane Martin[16]
- 1995 : Anne Chiffert
- 1998 : Fusion avec la Direction du Théâtre et des Spectacles dans la DMDTS [17].

### Direction du Théâtre et des spectacles
- 1981 : Robert Abirached
- 1988 : Bernard Dort
- 1989 : Bernard Faivre d'Arcier
- 1992 : Alain Van Der Malière
- 1993 : Jacques Baillon
- 1997 : Dominique Wallon
- 1998 : Fusion avec la Direction de la Musique et de la Danse [17].

### Direction de la Musique, de la Danse, du Théâtre et des Spectacles (DMDTS)
- 1998 : Création de la Direction de la Musique, de la Danse, du Théâtre et des Spectacles (DMDTS) après la fusion de la Direction de la Musique et de la Danse et la Direction du Théâtre et des Spectacles par Catherine Trautmann, ministre de la Culture (qui met en œuvre les recommandations du rapport Rigaud)[17].
- 1998 : Dominique Wallon en est le premier directeur.
- 2000 : Sylvie Hubac
- 2004 : Jérôme Bouët
- 2006 : Jean Delpech de Saint Guilhem
- 2008 : Georges-François Hirsch
- 2010 : Rattachement à la Direction générale de la Création artistique

### Direction générale de la Création artistique
- 2010-2012 : Georges-François Hirsch.
- 2012-2015 : Michel Orier.
- 2016-2017 : Régine Hatchondo.
- 2018-2021 : Sylviane Tarsot-Gillery.
- Depuis 2021 : Christopher Miles.